# Danmarks Kommunistiske Parti
Danmarks Kommunistiske Parti (DKP) är ett danskt kommunistiskt politiskt parti som grundades år 1919 som Danmarks Venstresocialistiske Parti. 
Socialdemokratisk Ungdomsforbund (SUF) bröt 1916 med sitt moderparti Socialdemokraterne, sedan partiledaren Thorvald Stauning mitt under pågående världskrig utnämnts till kontrollminister.
Den 9 november 1919 kallade SUF till en konferens i Fredericia dit två andra utbrytargrupper från socialdemokraterna, Socialistisk arbejderparti och Det Uafhængige Socialdemokrati inbjöds. Under konferensen beslutade man att bilda Danmarks Venstresocialistiske Parti, med 2000 medlemmar redan från starten. 
Det nuvarande namnet antogs 1920. 
Partiet hade täta kopplingar med Sovjetunionen och var fram till 1943 medlem av Komintern. Partiet förbjöds under ockupationen 1941 och många medlemmar internerades eller sattes i koncentrationsläger. Partiet deltog i kampen mot den nazistiska ockupationsmakten och fanns representerat i Danmarks frihedsråd (se BOPA). I Folketingsvalet 1945 gjorde partiet sitt bästa val någonsin och fick 12,5 procent av rösterna, vilket gjorde dem till Danmarks fjärde största parti i folketinget.
Under åren 1945 till 1990 gav partiet ut dagstidningen Land og Folk. Sen 2001 ger partiet ut tidskriften Skub. Partiet hade även en ungdomsorganisation, Danmarks kommunistiske ungdom.
Tillsammans med partierna Venstresocialisterne och Socialistisk Arbejderparti bildade man 1989 valalliansen Enhedslisten. Efter att ha ombildats till parti 1991 kom man 1994 in i Folketinget.
Partiet har funnits i folketinget 1932–1941, 1945–1960, 1970–1971 och 1973–1979.

## Partiledare
- 1932–1958 Aksel Larsen
- 1958–1977 Knud Jespersen
- 1977–1987 Jørgen Jensen
- 1987–1991 Ole Sohn
- 1991–2003 Kollektivt ledarskap
- 2003– Henrik Stamer Hedin